# مايكل هيل (لاعب كريكت أسترالي)
مايكل هيل (29 سبتمبر 1988 في أستراليا - ) (بالإنجليزية: Michael Hill)‏ هو لاعب كريكت أسترالي. لعب مع فريق تسمانيا للكريكت وفريق فكتوريا للكريكت وHobart Hurricanes ‏ وMelbourne Renegades ‏.

## وصلات خارجية
- مايكل هيل على موقع إي آس بي آن كريك إنفو (الإنجليزية)